# Trinidad Moruga scorpion
El escorpión de Trinidad Moruga (Capsicum chinense) es un chile originario del pueblo de Moruga, Trinidad y Tobago. Es uno de los chiles más picantes del mundo. En 2012, el Instituto de Pimientos de Chile de la Universidad Estatal de Nuevo México identificó al escorpión de Trinidad Moruga como el chile más picante en ese momento, con un calor de 1,2 millones de unidades de calor Scoville (SHU). En 2017, según los Récords Mundiales Guinness, el pimiento más picante era el Carolina Reaper, con 1,6 millones de SHU.

## Resumen
El cultivar amarillo del Escorpión Moruga de Trinidad fue descubierto por Wahid Ogeer de Trinidad 
Paul Bosland, experto en chiles y director del Chile Pepper Institute, dijo: "Das un mordisco. No parece tan malo, y luego se acumula y se acumula y se acumula. Así que es bastante desagradable"
Aparte del calor, el escorpión Trinidad Moruga tiene un sabor tierno parecido al de la fruta, lo que lo convierte en una combinación dulce y picante. El pimiento puede cultivarse a partir de semillas en la mayor parte del mundo. En Norteamérica, la temporada de cultivo varía regionalmente desde la última helada fuerte de primavera hasta la primera helada fuerte de otoño. Las heladas ponen fin a la temporada de crecimiento y matan a la planta, pero por lo demás son plantas perennes que crecen todo el año, disminuyendo su velocidad en los climas más fríos.